# 클레먼트 데이비스

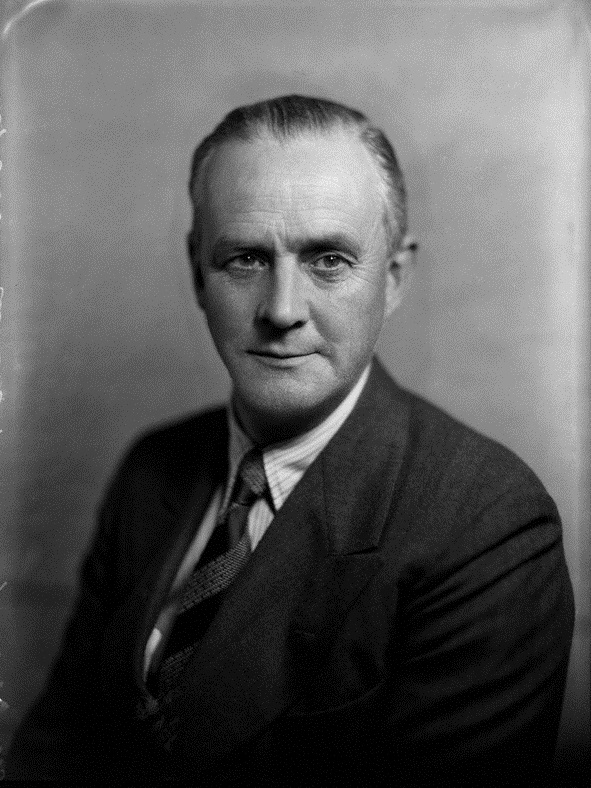
1936년 모습

에드워드 클레먼트 데이비스(영어: Edward Clement Davies, 1884년 2월 19일~1962년 3월 23일)는 웨일스의 정치인이다. 1945년부터 1956년까지 자유당 대표를 맡았다.